# Curt Sobernheim
Curt (auch Kurt) Joseph Sobernheim (geboren 10. Januar 1871 in Berlin; gestorben 24. Juni 1940 in Paris) war ein deutscher Bankier.

## Leben
Curt Sobernheim war Bruder von Walter Sobernheim (1869–1945) und Moritz Sobernheim (1872–1933) sowie ein Stiefsohn von Eugen Landau (1852–1935), der ihn protegierte und ihm die Wege ebnete. Seine Eltern waren Anna, geb. Magnus (1850–1908) und der Bankier Adolf Sobernheim (1840–1880). 1892 trat Curt Sobernheim der Gesellschaft der Freunde bei. 1902 wechselte er von der Breslauer Disconto-Bank zur Nationalbank für Deutschland auf die Position eines stellvertretenden Direktors, bevor er dort Direktor wurde. Ab 1911 wirkte er im Vorstand der Commerz- und Disconto-Bank in Berlin, wo er mit verschiedenen Aufgaben betraut war, so z. B.die Beziehungen zu in- und ausländischen Industrie- und Handelskreisen auszubauen oder Aufgaben als Aufsichtsratsmitglied wahrzunehmen (30 Aufsichtsratsmandate im Jahr 1917).
1929 erhielt er den Titel Dr. h. c. für Elektrotechnik an der TH Carolo-Wilhelmina in Braunschweig. 
Nach der deutschen Bankenkrise 1931 verlor Sobernheim sein Vorstandsamt. Es gibt (Stand 2003) keinen Hinweis darauf, dass Sobernheim als Jude ausscheiden musste.
Sobernheim flüchtete nach der Machtübernahme des NS-Regimes 1933 nach Paris. Als die Wehrmacht im Juni 1940 den Westfeldzug gewann und sehr schnell Teile Frankreichs besetzte, wurde Sobernheim 
von der Gestapo aufgespürt und starb wenig später in der Haft.